# Jerry Butler (giocatore di football americano)
Jerry O'Dell Butler (Ware Shoals, 12 ottobre 1957) è un ex giocatore di football americano statunitense che ha militato nel ruolo di wide receiver nella National Football League (NFL).

## Carriera
Butler al college giocò a football con i Clemson Tigers. Fu scelto dai Buffalo Bills come quinto assoluto nel Draft NFL 1979. Nella sua prima stagione batté Lou Piccone per il ruolo di ricevitore titolare sul lato opposto a Frank Lewis. Nella sua stagione da rookie, Butler ricevette 48 passaggi per 834 yard e 4 touchdown,con i Bills, guidati dal capo-allenatore Chuck Knox, che conclusero con un record di 7-9. Nella settimana 4 contro i New York Jets, Butler ricevette dal quarterback Joe Ferguson 255 yard, un record di franchigia che resistette per 25 anni, quando fu superato da Lee Evans in una gara contro gli Houston Texans. La stagione seguente, Butler e Ferguson portarono i Bills a un record di 11-5 e alla qualificazione ai playoff. Anche se la stagione si chiuse con una sconfitta contro i San Diego Chargers, Butler fu convocato per il suo unico Pro Bowl. 
Dopo una stagione di alto livello nel 1981, quella del 1982 fu contraddistinta da uno sciopero dei giocatori. Nella settimana 9 della stagione 1983 contro i New Orleans Saints, Butler segnò nel primo quarto nella vittoria per 27-21.. In quella partita si infortunò però a un ginocchio, perdendo non solo il resto della stagione ma anche tutta quella successiva.
Butler fece ritorno nel 1985. Partì 13 volte come titolare sul lato opposto ad Andre Reed, ricevendo 41 passaggi per 770 yard e 2 touchdown. A metà della stagione 1986, l'allenatore, Hank Bullough fu licenziato e sostituito da Marv Levy. Il 16 novembre 1986, Butler ricevette un touchdown dal quarterback Jim Kelly ma cadde male sulla caviglia, fratturandosela. Fu la sua ultima presenza in carriera poiché, malgrado diverse operazioni chirurgiche, fu costretto al ritiro.

## Palmarès
- Convocazioni al Pro Bowl: 1

1980
- PFWA All-Rookie Team - 1979